# 南一家

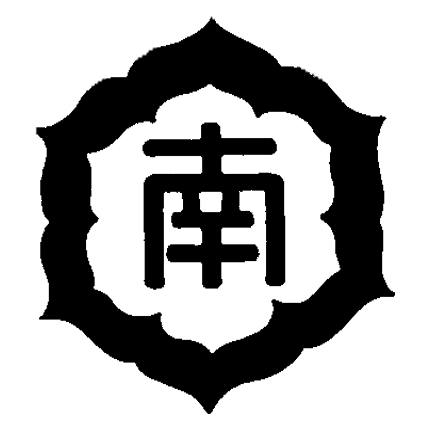
旧・南一家の代紋

南一家（みなみいっか）は、大阪府大阪市中央区難波に本部を置いていた暴力団。2011年、解散した。

## 歴史
終戦直後の1945年9月、大阪・ミナミで愚連隊として結成。1990年3月、三代目会長・平山桂次が五代目山口組に直参として加入した。

## 歴代会長
- 初代 - 浅沢友七
- 2代目 - 小林一郎
- 3代目（1987年9月～） - 平山桂次（六代目山口組若中）
- 4代目 - 井村一男（六代目山口組若中）

## 最高幹部
- 会長 - 平山桂次
- 若頭 - 井村一男
- 本部長 - 岡田次雄
- 若頭補佐 - 播田一雄
- 若頭補佐 - 伊原大聖

## 以前の幹部
- 会長 - 平山桂次
- 若頭 - 辻田尚省　二代目辻田組組長
- 本部長 - 西川道高　西川組組長
- 若頭補佐 - 秋山樹良　南竜会会長
- 若頭補佐 - 井村一男　井村興業会長
- 若頭補佐 - 青木竜司　青木組組長
- 若頭補佐 - 大山恒彦　大山会会長
- 若頭補佐 - 高橋雄二　南勢会会長
- 幹部 - 播田一雄　播田興業会長
- 幹部 - 関一男　関心会会長

## 下部団体
- 竹垣組
- 井村興業
- 脇山組
- 神國青年社 - 右翼今団体
- 播田興業
- 伊義會